# Robert Grassmann
Robert Grassmann, född 8 mars 1815, död 14 augusti 1901, var en tysk författare och förläggare. Han var bror till Hermann Grassmann.
Grassmann utgav omfattande filosofiska arbeten såsom Das Gebäude des Wissens (10 band, 1882-1900), men blev mest känd genom en häftig och omstridd polemik mot den katolske moralteologen Alfonso dei Liguoris skrifter.